# Afromaimetsha
Afromaimetsha robusta
Genre
Espèce
Afromaimetsha est un genre éteint de petits insectes hyménoptères apocrites de la famille, également éteinte, des Maimetshidae,. 
La seule espèce connue, Afromaimetsha robusta, a été découverte dans le Crétacé supérieur (Turonien) du Botswana près d'Orapa, dans le sud de l'Afrique. Elle a été décrite en 2009 par Alexandr Pavlovich Rasnitsyn et Denis J. Brothers, en même temps que trois autres espèces nouvelles de deux nouveaux genres de la famille des Maimetshidae, trouvées sur le même site : 
- † Afrapia globularis ;
- † Afrapia variicornis ;
- † Maimetshorapia africana.

Cette découverte confirme la diversité et la vaste répartition géographique et stratigraphique des Maimetshidae au cours du Crétacé, du Barrémien au Campanien, il y a environ entre 129 et 72 Ma (millions d'années).